# Miradouro da Pedra dos Estorninhos

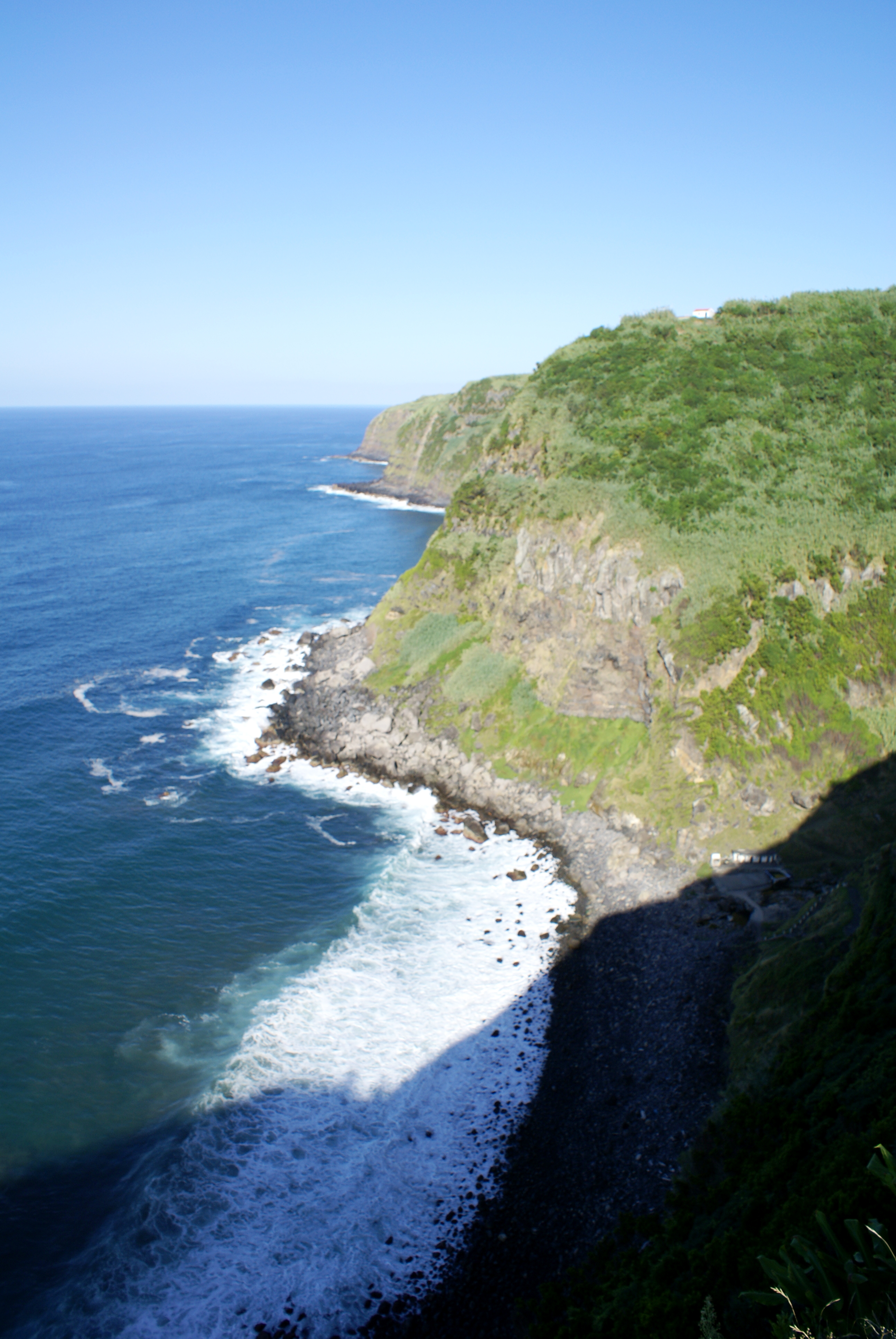
Miradouro da Pedra dos Estorninhos, zona costeira.

O Miradouro da Pedra dos Estorninhos é um miradouro português localizado na freguesia da Salga, concelho do Nordeste, na ilha açoriana de São Miguel.
Este miradouro cuja construção data de 1989 oferece uma vista ampla sobre parte da costa norte da ilha e sobre parte das montanhas do Nordeste
Encontra-se nas imediações do Miradouro do Salto da Farinha.